# Филип Холендер
Филип Холендер (мађ. Holender Filip; Крагујевац, 27. јул 1994) мађарско–српски је фудбалер. Тренутно наступа за Вашаш.

## Клупска каријера
Као рођени Крагујевчанин, фудбалом је почео да се бави у локалној школи фудбала Фитнес. Као 12-годишњак прелази у Раднички 1923, да би након завршетка основне школе одлучио да се пресели у Будимпешту и прикључи се млађим категоријама Хонведа. За први тим Хонведа је дебитовао током пролећа 2013. године, и остао је у клубу до лета 2019. када прелази у швајцарски Лугано. Провео је целу 2019/20. сезону у Лугану, почео је и наредну 2020/21, да би 5. октобра 2020. дошао на позајмицу у Партизан. У мају 2021. године, Партизан је искористио клаузулу и откупио Холендера за 450.000 евра.

## Репрезентација
Иако је рођен у Крагујевцу, деда му је пореклом из Мађарске, па је Холендер одлучио да представља ову државу на репрезентативном нивоу. Наступао је прво за младу репрезентацију, а за сениорски тим Мађарске је дебитовао 18. новембра 2018. на утакмици УЕФА Лиге нација са Финском. Први гол за сениорску репрезентацију је постигао 5. септембра 2019. на пријатељској утакмици са Црном Гором у Подгорици. Био је у саставу репрезентације Мађарске на Европском првенству 2020. али није улазио у игру.